# Туреччина на зимових Олімпійських іграх 1994
Туреччина брала участь у Зимових Олімпійських іграх 1994 року в Ліллегаммері (Норвегія) в одинадцятий раз за свою історію, але не завоювала жодної медалі.